# Matviivka, Sosnîțea
Matviivka (în ucraineană Матвіївка) este localitatea de reședință a comunei Matviivka din raionul Sosnîțea, regiunea Cernihiv, Ucraina.

## Demografie
Componența lingvistică a localității Matviivka
     Ucraineană (98,18%)
     Rusă (1,82%)
Conform recensământului din 2001, majoritatea populației localității Matviivka era vorbitoare de ucraineană (98,18%), existând în minoritate și vorbitori de rusă (1,82%).